# 野神の大センダン

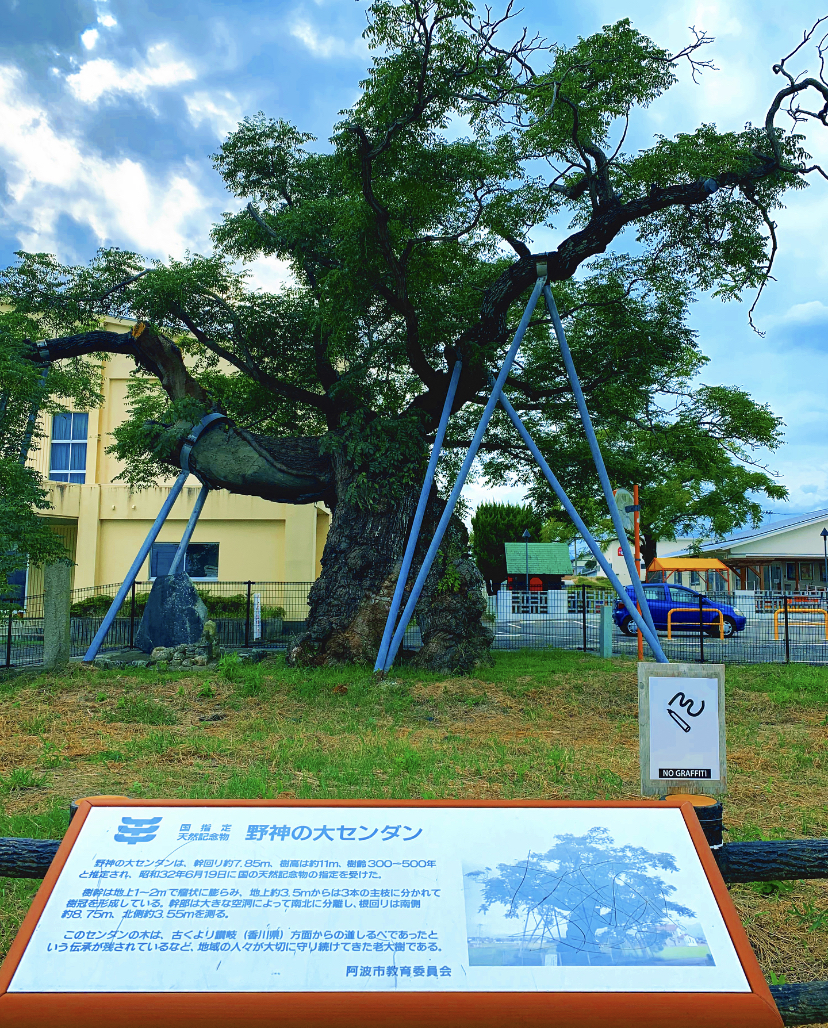
野神の大センダン

野神の大センダン（のがみのだいセンダン）は、徳島県阿波市阿波町野神に自生するセンダンの巨木である。国の天然記念物に指定されている。

## 概要
樹高8.9ｍ、樹冠は東西14.6ｍ、南北15.2ｍ、幹周り9.2ｍで傘状に広がり根幹の下部は大空洞となり3つにわれ、地上3.5ｍの所から3方の枝に分かれる。江戸時代には剣山に参詣する修験者の道しるべとして地図に掲載されていた。
1957年（昭和32年）6月19日に国の天然記念物に指定された。国の天然記念物に指定されているセンダンは、この「野神の大センダン」と香川県にある「琴平町の大センダン」の2本だけである。

## データ
- 場所：徳島県阿波市阿波町野神
- 樹齢：300年以上
- 樹高：12m
- 幹囲：7.8m

## 交通
- JR徳島線「阿波山川駅」より車で約15分。